# Girl Power! Live in Istanbul
Girl Power! Live in Istanbul foi uma turnê composta por dois shows, feita pelo girl group britânico Spice Girls. Os shows, organizados pela Pepsi, eram parte do contrato de patrocínio da marca ao grupo, e foram realizados na Abdi İpekçi Arena em Istambul na Turquia nos dias 12 e 13 de outubro de 1997.

## História
Antes dos shows, as Spice Girls realizaram uma conferência de imprensa em Istambul em 31 de maio de 1997 para promover sua primeira apresentação ao vivo, em associação com a Pepsi como patrocinadora oficial. O show foi dividido em 5 partes, com uma troca de roupa em cada uma. A estrutura da apresentação consistia em uma rampa que levava ao palco principal. Havia duas escadas na extrema direita e esquerda do palco que levavam a palcos menores da plataforma. Também havia uma pequena pista no centro do palco principal. A banda estava localizada no canto inferior direito e esquerdo da rampa. Havia uma grade com as letras S-P-I-C-E à esquerda do palco, além de um telão no fundo do palco que subia e descia e que foi usado no início do show. As meninas entrariam no palco quando ele subisse. Durante uma entrevista, as Spice Girls explicaram que a tela se soltou enquanto subia logo no início do show e quase as atingiu.

## Transmissão
No Reino Unido, os principais pontos do show foram transmitidos na ITV em 25 de dezembro de 1997, sob o título "Spice Up Your Christmas!". A transmissão do dia de natal incluiu uma mensagem de natal do grupo.
Nos Estados Unidos, o show completo foi ao ar em 17 de janeiro de 1998 às 21h. (E.T.) no canal Showtime em um evento pay-per-view. A transmissão foi intitulada Spice Girls In Concert Wild!
O show foi ao ar novamente nos Estados Unidos pelo canal Fox Family no domingo, 16 de agosto de 1998 às 18h. A transmissão foi intitulada Spice Girls - Wild!. Essa transmissão também contou com curiosidades antes e depois de comerciais e filmagens nos bastidores, além do setlist. O programa teve duas horas de duração com anúncios e conseguiu receber uma classificação de 1,8 Household quando foi ao ar, apesar de enfrentar um especial de quatro horas da Spice Girls MTV e um especial diferente das Spice Girls pay-per-view que foi ao ar no mesmo fim de semana. Todas as músicas do setlist, exceto "Naked", foram ao ar durante a transmissão.

## Lista de faixas
Ato 1:
1. "If U Can't Dance"
2. "Who Do You Think You Are" (introdução contém samples de "Diva" de Club 69)
3. "Something Kinda Funny"
4. "Saturday Night Divas"
5. "Say You'll Be There"
6. "Step to Me"

Ato 2:
1. "Naked" (Introdução contém falas do filme Batman Forever)

Ato 3:
1. "2 Become 1"
2. "Stop"
3. "Too Much"

Ato 4:
1. "Spice Up Your Life"
2. "Love Thing"
3. "Mama"

Bis:
1. "Move Over"
2. "Wannabe"

## Datas dos Shows
| Data                  | Cidade   | País    | Local             |
| --------------------- | -------- | ------- | ----------------- |
| Europe                |          |         |                   |
| 12 de Outubro de 1997 | Istambul | Turquia | Abdi İpekçi Arena |
| 13 de Outubro de 1997 | Istambul | Turquia | Abdi İpekçi Arena |

## Lançamento do DVD/VHS
Foi lançado um VHS do show, mas não incluiu todas as músicas do repertório, omitindo "Something Kinda Funny", "Saturday Night Divas", "Stop", "Too Much", "Love Thing" e "Mama". O VHS, no entanto, inclui entrevistas com as meninas e filmagens nos bastidores. Embora o show original tenha sido completamente ao vivo, os vocais do estúdio foram dublados em várias músicas para a versão em vídeo da apresentação. Além disso, o VHS também trás o documentário "Girl Talk", uma contagem regressiva para o show e o show de 9 músicas.
Um DVD do show foi disponibilizado no Reino Unido em 10 de dezembro de 2007 para coincidir com o lançamento do álbum Greatest Hits e sua reunião Return of the Spice Girls tendo o mesmo conteúdo anteriormente disponível no VHS.

## Equipe

### Vocais
- Mel B
- Emma Bunton
- Geri Halliwell
- Victoria Adams
- Melanie C

### Banda
- Simon Ellis – diretor musical e tecladista
- Andy Gangadeen – bateria
- Paul Gendler – guitarra elétrica
- Fergus Gerrand – percussão
- Steve Lewinson – baixo
- Michael Martin – teclado